# Тийн Вог
„Тийн Вог“ (на английски: Teen Vogue) е американско модно списание от 2003 до 2017 г.
Първо стартирано през 2003 г. като сестринско издание на модно списание „Вог“, насочено към тийнейджърки. Подобно на „Вог“, той включваше модни истории и истории за знаменитости. От 2015 г., след рязък спад на продажбите, списанието намалява печатното си издание в полза на онлайн съдържание. На 5 декември 2017 г. излиза последният печатен брой, включващ Хилъри Клинтън на корицата.

## История
„Тийн Вог“ е основана през 2003 г. като допълнително издание на „Вог“ и се ръководи от бившия творчески директор на „Вог“ Ейми Астли под ръководството на Ана Уинтур. Джина Сандърс отговаря за издателската дейност. Главният редактор на компанията, Астли, заявява, че „Тийн Вог“ ще се фокусира върху модата, красотата и стила. Публикуването започва с четири тестови броя, последвани от шест броя през 2003 г. и десет през 2004 г.
През май 2016 г. Илейн Уелтерот е назначена за редактор на мястото на Астли, тъй като напуска поста, за да стане главен редактор на списание „Аркитекчъръл Дайджест“. Илейн Уелтерот, на 29 години, става най-младият редактор в историята на Конде Наст. Назначението ѝ става част от нов лидерски екип, в който тя си сътрудничи с режисьора Филип Пикардия и креативния директор Мари Сутер.